# La Ferrière (Vendée)
La Ferrière is een gemeente in het Franse departement Vendée (regio Pays de la Loire) en telt 4286 inwoners (2004). De plaats maakt deel uit van het arrondissement La Roche-sur-Yon.

## Geografie
De oppervlakte van La Ferrière bedraagt 47,1 km², de bevolkingsdichtheid is 91,0 inwoners per km².
De onderstaande kaart toont de ligging van La Ferrière (Vendée) met de belangrijkste infrastructuur en aangrenzende gemeenten.

## Demografie
Onderstaande figuur toont het verloop van het inwonertal (bron: INSEE-tellingen).